# Tarthang Tulku

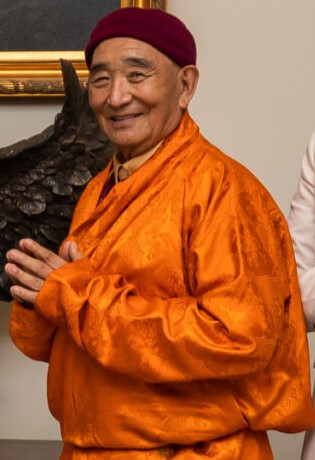
Tarthang Tulku

Tarthang Tulku (tib. Dar-than Sprul-sku Rin-po-che; * 1935) ist ein tibetanischer Gelehrter der Nyingma-Tradition.

## Leben
Tarthang Tulku entstammt einer alten tibetischen Familie. Bereits in seiner Kindheit erkannte man in ihm die Reinkarnation eines verstorbenen Lama. Seiner Erziehung wurde große Aufmerksamkeit geschenkt und mit acht Jahren sandte man ihn an das Nyingma-Kloster Tarthang, dem er durch eine Anzahl von Wiedergeburten verbunden war. Die Besatzung Tibets zwang ihn ins Exil. Nach seiner Tätigkeit an der Sanskrit-Universität in Benares ging er 1969 in die USA, wo er unter anderem das Nyingma-Institut in Kalifornien gründete.

## Werke (Auswahl)
- Psychische Energie durch inneres Gleichgewicht : Wege zu höherem Bewusstsein, Selbstheilung und Meditation. Aurum-Verlag, Freiburg im Breisgau, 1979, ISBN 3-591-08107-8.
- Selbstheilung durch Entspannung: Körper- u. Atemübungen, Selbstmassage u. Meditationstechniken für jedermann . Scherz, München, Bern, 1980, ISBN 3-502-67601-1.
- Raum, Zeit und Erkenntnis: Aufbruch zu neuen Dimensionen d. Erfahrung von Welt u. Wirklichkeit. Scherz, Bern, München, Wien, 1983, ISBN 3-502-67600-3.
- Der verborgene Geist der Freiheit. Sphinx-Verlag, Basel, 1985, ISBN 3-85914-167-8.
- Die innere Kunst der Arbeit: sanfte Wege zum Erfolg. Sphinx-Verlag, basel, 1987, ISBN 3-85914-172-4.
- Offene Bewusstheit: Selbsterkenntnis und innerer Friede durch Meditation. Dharma Publ. Deutschland, Münster, 1992, ISBN 3-928758-02-0.
- Befreiendes Wissen: Zeit zur Veränderung. Dharma Publ. Deutschland, Münster, 1992, ISBN 3-928758-00-4.
- Wege zum Gleichgewicht: höheres Bewusstsein, Selbstheilen und Meditation. Heyne, München, 1993, ISBN 3-453-06568-9.
- Kum Nye: tibetische Übungen zur Stärkung der Gesundheit. Fischer-Taschenbuchverlag, Frankfurt am Main, 1995, ISBN 3-596-12758-0.
- Dynamik von Zeit und Raum: Wege zur Öffnung der Grenzen von Erkenntnis. Dharma-Publ. Deutschland, Münster, 1999, ISBN 3-928758-15-2.
- Die Freude des Seins  vertiefende Kum Nye Übungen für Entspannung, Integration & Konzentration. Dharma Publ. Deutschland, Köln, 2010, ISBN 978-3-928758-27-7.